# Albert Lemée
Pour les articles homonymes, voir Lemée.
Albert Lemée, né le 22 août 1872 à Châteauneuf-d'Ille-et-Vilaine et mort le 21 mai 1961 à Rennes, est un naturaliste, explorateur et fonctionnaire français, ayant réalisé pour le ministère des colonies d'importantes expéditions en Guyane et en Indochine.

## Biographie
Albert Marie Victor Lemée naît le 22 août 1872 à Châteauneuf-d'Ille-et-Vilaine, d'un père notaire qui vient plus tard à Saint-Malo. Il fait ses études secondaires à Redon, puis ses études de Droit à Rennes où il passe son doctorat et devient lauréat de la Faculté de Rennes.
Il est d'abord rédacteur au Ministère des Colonies, puis Inspecteur des Colonies en 1903 et réalise à ce titre des missions en Guyane (où il parcourt pendant sept mois les savanes et forêts, jusqu'au fleuve Maroni et à environ 40 km de la côte), au Soudan et en Indochine. Son frère l'accompagne et meurt là-bas, les deux frères étant portés vers les sciences naturelles (botanique et entomologie). Albert Lemée recueille lors de ses voyages d'importantes collections de plantes et de Lépidoptères, utiles, plus tard, pour ses publications.
Au moment de son mariage avec Madeleine Parmentier, une aquarelliste, il quitte ses fonctions d'Inspecteur des Colonies, et en
1905 est nommé Receveur particulier des Finances à Fougères. Il remplit ensuite les mêmes fonctions à Montreuil-sur-Mer, Mamers, Alençon, puis est promu Trésorier-Payeur Général et nommé à Auch (où il devient président de la Société botanique et entomologique du Gers, après avoir été président de la Société d'Horticulture de l'Orne), puis à Brest où se termine sa carrière de fonctionnaire.
Sa femme meurt en 1947. Quelques années après, il reprend sa vie active et continue ses travaux. Il publie en se basant sur ses documents conservés de sa jeunesse en Guyane. Il décrit de nombreuses plantes peu ou pas connues. 
À chacun de ses voyages à Paris, il visite les collections du Muséum. Il travaille aussi beaucoup à Rennes, ville qu'il apprécie, et se rend régulièrement au laboratoire de M. H. des Abbayes dont il a la sympathie. Il conserve son activité jusqu'à la fin de sa vie. Il aura rassemblé assez tôt une très importante documentation française et étrangère, ainsi que des collections d'échantillons. Il meurt à Rennes le 21 mai 1961, l'esprit bien conservé.

## Travaux
En 1993, Albert Lemée observe et signale dans le Gers, aux environs d'Auch, sur les arbres et parfois sur des herbacées, des fasciations, galles ou cécidies. Il donne une étude sur des Ophrys. Il publie une contribution à l'étude de la flore du département du Gers et signale une anomalie du labelle d'Orchis purpurea, puis une étude sur les Lépidoptères du Gers, « Les cent espèces de Papillons qu'on peut rencontrer aux environs d'Auch » (1929). La Société d'Horticulture de France récompense son ouvrage Les ennemis des plantes. En 1950, avec la collaboration de M. Tams, entomologiste du British Museum, il publie une étude sur les Lépidoptères du Haut-Tonkin (Nord-Vietnam) et de Saïgon. Il veut associer à son nom celui de son frère Paul Lemée, collecteur des espèces de Backan et Hagrang, et celui d'A. Lemée, née Madeleine Parmentier, qui conserve longtemps la collection, et reproduit par ses aquarelles les espèces intéressantes de Lépidoptères. Le Dictionnaire descriptif et synonymique des genres de plantes phanérogames est l'œuvre la plus importante d'Albert Lemée. Le tome I paraît en 1929. Ce travail se rapproche du Genera plantarum de Bentham et Hooker, et des « Naturlichen Pflanzenfamilien » d'Engler et Prantl parus avant la fin du XIXe siècle. Le « Pflanzenreich » du professeur Engler est plus récent. Le Syllabus d'Engler, le Lexicon de Kuntze, les suppléments de l'Index Kewensis (en) et les monographies importantes plus récentes, permettent à l'auteur de donner, avec les subdivisions des familles, la synonymie des genres et sous-genres. Les diagnoses sont données avec précision. À chaque genre sont indiqués sa famille, ses subdivisions et son nombre d'espèces.

### Distinctions
Un certain nombre d'espèces lui sont dédiées, dont celles du genre Lemeea P.V.Heath, Calyx 3(4): 153 (1993), nom. nov. (1993). Albert Lemée jouit d'une grande autorité en France et à l'étranger. Il est Correspondant du Muséum national d'Histoire naturelle, lauréat de l'Académie des Sciences et Officier de la Légion d'Honneur.

### Publications
- La Miellée, Le Mans, impr. de E. Monnoyer, 1893
- « Observations botaniques faites dans la Sarthe », Bulletin de la Société d'agriculture, sciences et arts de la Sarthe, Le Mans, impr. de E. Monnoyer, 1893
- Étude économique sur la situation de la marine marchande française, Saint-Malo, Université de Rennes, impr. Y. Billois, 1896
- Dictionnaire descriptif et synonymique des genres de plantes phanérogames
  - vol. I, A-Bur, Brest, Impr. commerciale et administrative, 1929
  - vol. II, CE-ERO, Paris, P. Lechevalier, 1930
  - vol. III, ERO-LEO, Paris, P. Lechevalier, 1931
  - vol. IV, LEO-PAL, Paris, P. Lechevalier, 1932
  - vol. V, PAL-SCI, Paris, P. Lechevalier, 1934
  - vol. VI, SCI-FIN, Paris, P. Lechevalier, 1935
  - vol. VII, Familles et genres, Paris, P. Lechevalier, 1939
  - vol. VIII/a, Plantes monocotylédones, Paris, P. Lechevalier, 1941
  - vol. VIII/b, Plantes dicotylédones, Paris, P. Lechevalier, 1943
  - vol. IX, Supplément IX, Paris, P. Lechevalier, 1951
  - vol. X, Supplément aux volumes I à IX, Paris, P. Lechevalier, 1959
- Contribution à l'étude des lépidoptères du Haut-Tonkin (Nord-Vietnam) et de Saigon, par Albert Lemée, avec le concours pours diverses familles d'Hétérocères de M W.H.T. Tams, entomologiste du British Museum, Paris, Lechevalier, 1950
- Flore de la Guyane française
  - Tome I, Ptéridophytes à droséracées, Paris, Paul Lechevalier, 1955
  - Tome II, Podostémonacées à Sterculiacées
  - Tome III, Dilléniacées à composées, Paris, Paul Lechevalier, 1953
  - Tome IV, Supplément aux tomes I, II et III Première partie, Supplément aux tomes I, II et III Deuxième partie, Végétaux utiles de la Guyane française, Paris, Paul Lechevalier, 1956

### Taxons nommés
- Aloinella (A.Berger) Lemée, Dict. Gen. Pl. Phan. 7(Suppl.): 27 (1939).
- Aloinella haworthioides (Baker) Lemée, Dict. Gen. Pl. Phan. 7(Suppl.): 27 (1939).
- Arophyteae Lemée ex Bogner, Bot. Jahrb. Syst. 92(1): 9, nom. nov. (1972).
- Capparis montana (Aubl.) Lemée, Fl. Guyane Franc. i. 666 (1955).
- Catostemma macrospermum (Sagot ex Benoist) Lemée, Fl. Guyane Franç. 3: 631 (1954).
- Chaunochiton tubicinum (Poepp.) Lemée, Fl. Guyane Franc. iv. 31 (1956).
- Coussarea multiflora (A.Rich.) Lemée, Fl. Guyane Franc. iii. 542 (1954).
- Coussarea paniculata (Aubl.) Lemée, Fl. Guyane Franc. iii. 542 (1954).
- Dipteracanthus violaceus (Nees ex DC.) Lemée, Fl. Guyane Franç. 3: 484 (1953).
- Elvasia sagotii (Tiegh.) Lemée, Fl. Guyane Franç. 3: 13 (1954).
- Encyclia ciliaris (L.) Lemée, Fl. Guyane Franc. i. 417 (1955).
- Encyclia cochleata Lemée, Fl. Guyane Franç. i. 418 (1955), nom. inval.
- Encyclia crassilabia (Poepp. & Endl.) Lemée, Fl. Guyane Franc. i. 418 (1955).
- Encyclia fragrans (Sw.) Lemée, Fl. Guyane Franc. i. 418 (1955).
- Encyclia paleacea (Rchb.f.) Lemée, Fl. Guyane Franc. i. 419 (1955).
- Gamotopea oblonga (DC.) Lemée, Fl. Guyane Franc. iii. 554 (1954).
- Ixora tenuiflora (DC.) Lemée, Fl. Guyane Franc. iii. 536 (1954).
- Juniperus mairei Lemée & H.Lév., Monde Pl. 1914, xvi. 20.
- Justicia moricandiana (Nees) Lemée, Fl. Guyane Franc. iii. 493 (1954).
- Licania aubletiana (Blume) Lemée, Fl. Guyane Franc. ii. 23 (1952).
- Licania parviflora (Blume) Lemée, Fl. Guyane Franc. ii. 23 (1952).
- Licaria foveolata (Mez) Lemée, Fl. Guyane Franc. i. 648 (1955).
- Linostoma dinizii (Huber ex Ducke) Lemée, Fl. Guyane Franç. 3: 108 (1954).
- Macoubea fasciculata (Poir.) Lemée, Fl. Guyane Franç. 3: 298 (1954).
- Mapouria brownei (Spreng.) Lemée, Fl. Guyane Franc. iii. 549 (1954).
- Mapouria ficigemma (DC.) Lemée, Fl. Guyane Franç. 3: 549 (1953).
- Mapouria patrisii (DC.) Lemée, Fl. Guyane Franc. iii. 549 (1954).
- Mapouria sororia (DC.) Lemée, Fl. Guyane Franc. iii. 549 (1954).
- Mesechites syphiliticus (L.f.) Lemée, Fl. Guyane Franc. iii. 326 (1954).
- Myrcia divaricata (O.Berg) Lemée, Fl. Guyane Franc. iii. 146 (1954).
- Myrcia inaequiloba (DC.) Lemée, Fl. Guyane Franc. iii. 150 (1954).
- Myrcia tetramera (Amshoff) Lemée, Fl. Guyane Franc. iii. 150 (1954).
- Ouratea impressa (Tiegh.) Lemée, Fl. Guyane Franç. 3: 11 (1954).
- Ouratea leblondii (Tiegh.) Lemée, Fl. Guyane Franç. 3: 8 (1954).
- Ouratea melinonii (Tiegh.) Lemée, Fl. Guyane Franç. 3: 12 (1954).
- Ouratea sagotii (Tiegh.) Lemée, Fl. Guyane Franç. 3: 9 (1954).
- Palicourea formosa (A.Rich.) Lemée, Fl. Guyane Franç. 3: 546 (1954).
- Parinari guyanensis (Aubl.) Lemée, Fl. Guyane Franç. 2: 25 (1952).
- Patrisa spruceana (Monach.) Lemée, Fl. Guyane Franç. 3: 68 (1954).
- Patrisia spruceana (Monach.) Lemée, Fl. Guyane Franc. iii. 68 (1954).
- Psychotria didymocarpos (A.Rich.) Lemée, Fl. Guyane Franç. 3: 564 (1954).
- Psychotria morindoides (A.Rich.) Lemée, Fl. Guyane Franç. 3: 564 (1954).
- Salacia guyanensis (Aubl.) Lemée, Fl. Guyane Franc. ii. 311 (1952).
- Sickingia tinctoria (Aubl.) Lemée, Fl. Guyane Franc. iii. 505 (1954).
- Solanum manaense Sagot ex Lemée, Fl. Guyane Franc. iii. 405 (1954), nomen subnudum.
- Solanum richardii (Dunal) Lemée, Fl. Guyane Franc. iii. 395 (1954).
- Spigelia guianensis (Aubl.) Lemée, Fl. Guyane Franc. iii. 271 (1954).
- Tapeinostemon surinamensis Steyerm. ex Lemée, Fl. Guyane Franc. iii. 283 (1954).